# Trauma (album de Cœur de pirate)
Pour les articles homonymes, voir Trauma.
 (février 2014).
Si vous disposez d'ouvrages ou d'articles de référence ou si vous connaissez des sites web de qualité traitant du thème abordé ici, merci de compléter l'article en donnant les références utiles à sa vérifiabilité et en les liant à la section « Notes et références ».
Albums de Cœur de pirate
Blonde
(2011) Child of Light
(2015)
Singles
1. You Know I'm No Good
Sortie : 17 janvier 2014
2. Ain't No Sunshine
Sortie : 14 février 2014

Trauma est un album de reprises anglophones de la chanteuse québécoise Cœur de pirate sorti le 14 janvier 2014 au Canada, et le 27 janvier en France ainsi qu'en Belgique. L'album a été écrit dans le cadre de la 5e saison de la série télévisée Trauma.
Il a été réalisé en collaboration avec la violoncelliste Chloé Dominguez et le musicien Renaud Bastien, déjà associé avec la chanteuse pour ses deux premiers albums ; Cœur de pirate et Blonde.
Plus mélodramatiques, ces reprises tranchent avec leur genre plus rock d'origine. C'est ainsi que le premier clip de l'album - la reprise de You Know I'm No Good d'Amy Winehouse, par exemple, ne laisse entendre qu'un duo piano voix.

## Liste des titres
| 1.    | Ain't No Sunshine            | Bill Withers                   | 2:05 |
| 2.    | Heartbeats Accelerating      | Kate et Anna McGarrigle        | 3:41 |
| 3.    | Summer Wine                  | Lee Hazlewood et Nancy Sinatra | 4:03 |
| 4.    | You Know I'm No Good         | Amy Winehouse                  | 4:10 |
| 5.    | Music When the Lights Go Out | The Libertines                 | 3:09 |
| 6.    | Last Kiss                    | Wayne Cochran                  | 3:38 |
| 7.    | Lucille                      | Kenny Rogers                   | 4:09 |
| 8.    | Slow Show                    | The National                   | 4:14 |
| 9.    | Bottom of the World          | Tom Waits                      | 4:53 |
| 10.   | Dead Flowers                 | The Rolling Stones             | 4:44 |
| 11.   | The Great Escape             | Patrick Watson                 | 3:09 |
| 12.   | Flume                        | Bon Iver                       | 3:44 |
| 45:39 |                              |                                |      |

## Classements
| Classement (2014)            | Meilleure position |
| ---------------------------- | ------------------ |
| Belgique (Flandre Ultratop)  | 39                 |
| Belgique (Wallonie Ultratop) | 3                  |
| Canada (Canadian Albums)     | 2                  |
| France (SNEP)                | 12                 |
| Suisse (Schweizer Hitparade) | 73                 |